# Damspelen 1923

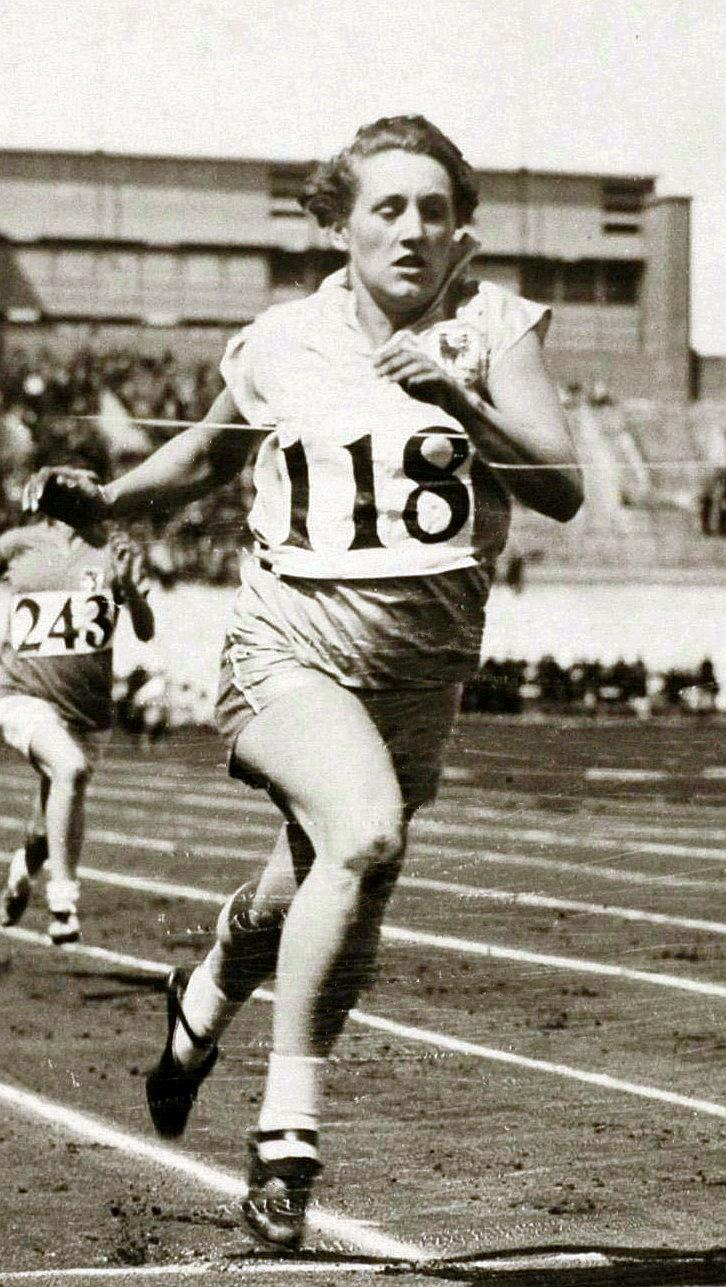
Georgette Gagneux

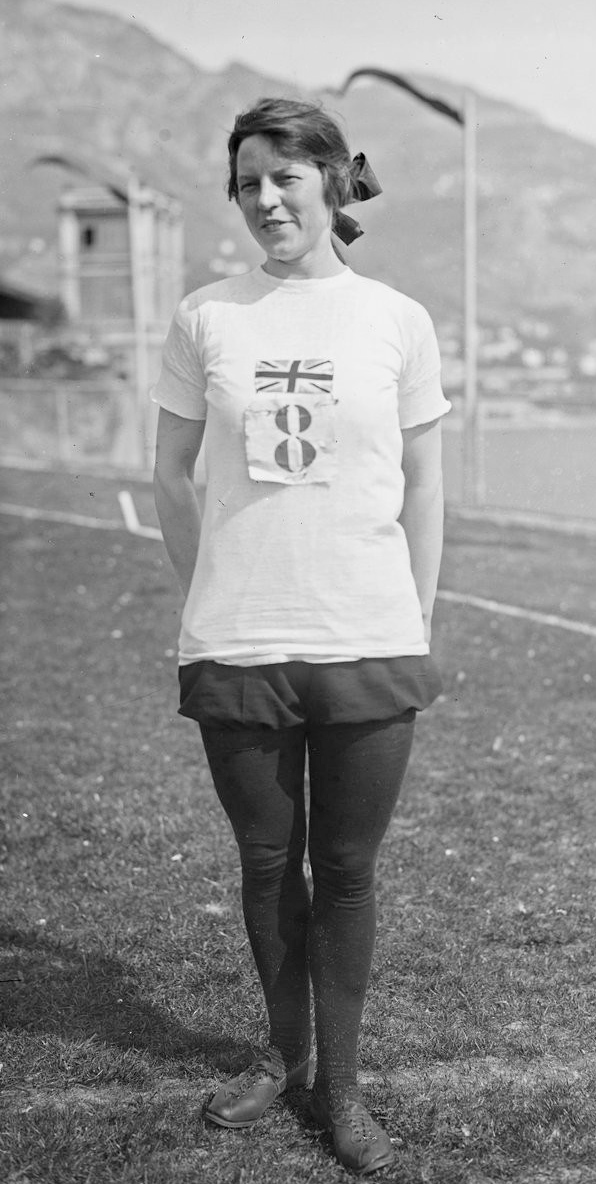
Mary Lines

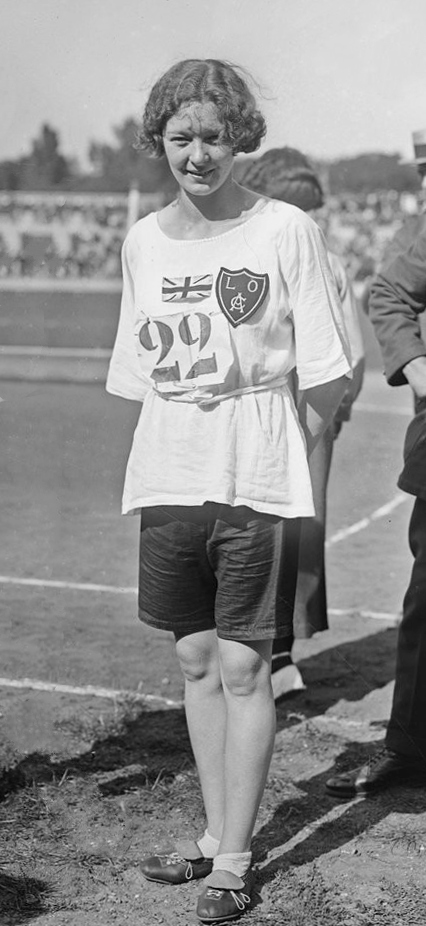
Hilda Hatt

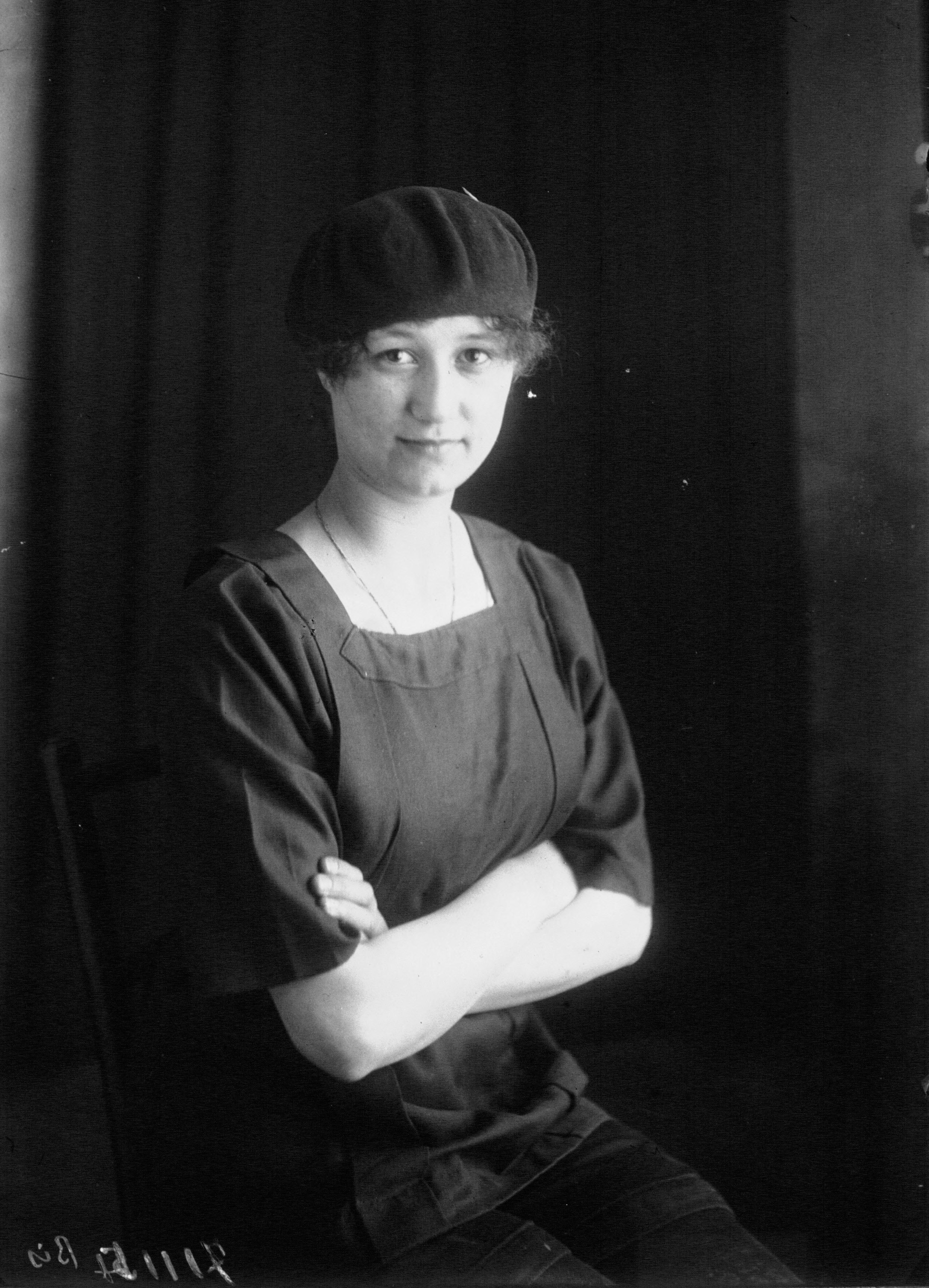
Thérèse Brulé

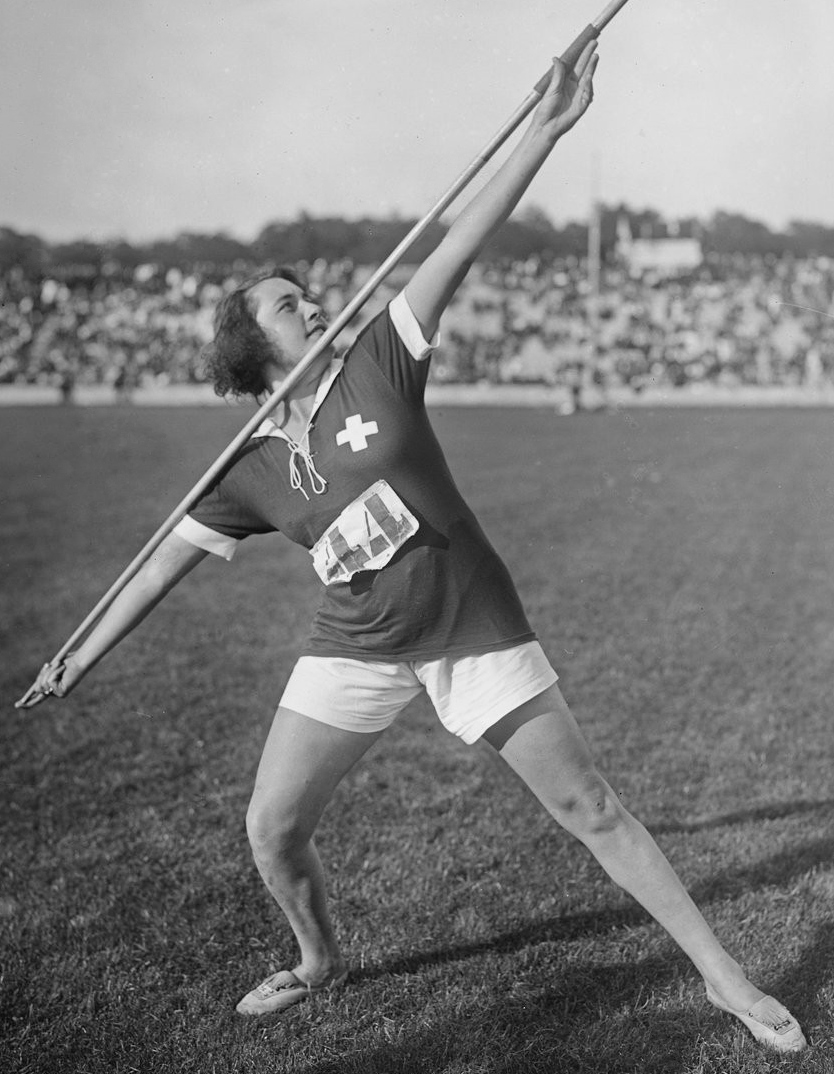
Francesca Pianzola

Damspelen 1923 (franska Jeux Athlëtiques Féminins, även Jeux Olympiques Féminins och Monte Carlo-spelen) var den fjärde internationella tävlingen i friidrott för damer, tävlingen hölls 4 april till 7 april1923 i Monte Carlo i Monaco. Turneringen kallades formellt "Les Jeux Athlétiques Féminins à Monté Carlo". Idrottsspelen var en uppföljare till Damolympiaden 1921 och Damspelen 1922.

## Tävlingarna
Tävlingen organiserades som damolympiaden året innan av damfriidrottsförbundet Fédération des Sociétés Féminines Sportives de France (FSFSF) under ordförande Alice Milliat i samarbete med Camille Blanc som var ordförande för "International Sporting Club de Monaco" och tillkom som en fortsatt protest mot Internationella olympiska kommittén:s (IOK) policy att inte tillåta kvinnor till friidrottsgrenar vid OS 1924.
Tävlingen samlade deltagare från 8 nationer: Belgien, Danmark, Frankrike, Italien, Monaco, Schweiz, Storbritannien och Tjeckoslovakien. Idrottsspelen blev ett betydande framsteg för damidrotten.
| Lag | Land           | Deltagare | Lag | Land            | Deltagare |
| --- | -------------- | --------- | --- | --------------- | --------- |
| 1   | Belgien        | ?         | 2   | Danmark (?)     | ?         |
| 3   | Frankrike      | ?         | 4   | Italien         | ?         |
| 5   | Monaco         | ?         | 6   | Schweiz         | ?         |
| 7   | Storbritannien | ?         | 8   | Tjeckoslovakien | ?         |

Deltagarna tävlade i 11 friidrottsgrenar: löpning ( 60 meter, 250 meter, 800 meter,  stafettlöpning 4 x 75 meter,  stafettlöpning 4 x 175 meter och  häcklöpning 65 meter, höjdhopp, längdhopp, spjutkastning, kulstötning och Femkamp. Turneringen innehöll även uppvisningstävlingar i basketboll, gymnastik och rytmisk gymnastik.
Idrottsspelen hölls vid "Tir aux Pigeons" (en anläggning för lerduveskytte) i parken Les jardins du Casino nedanför kasinot i stadsdelen Monte Carlo. Under tävlingarna närvarade bland andra även Ludvig II av Monaco, Prinsessan Charlotte av Monaco och Prins Pierre av Monaco.
I samband med evenemanget hölls även ett gymnastikevenemang ("La Quatrième Fête Fédérale de Gymnastique et d'Éducation Physique Féminines" i stadsdelen Fontvieille med cirka 1200 deltagare från 71 idrottsklubbar.

## Medaljörer, resultat
I stort sett samtliga medaljplatser gick till tävlande från Frankrike och Storbritannien.
Placeringar i respektive gren:
| Gren                            | Guld                               | Guld       | Silver                             | Silver  | Brons                                                      | Brons   |
| 60 meter                        | Nora Callebout Storbritannien      | 7,9 sek    | Ivy Lowman Storbritannien          |         | Georgette Gagneux Frankrike                                |         |
| 250 meter                       | Nora Callebout Storbritannien      | 41,0 sek   | Marie Mejzlíková I Tjeckoslovakien |         | Monnet Frankrike                                           |         |
| 800 meter                       | Marcelle Neveu Frankrike           | 2.35,6 min | Mary Lines Storbritannien          |         | Hilda Hatt Storbritannien                                  |         |
| Stafett 4 x 75 meter            | Storbritannien                     |            | Frankrike                          |         | Tjeckoslovakien                                            |         |
| Stafett 4 x 175 meter           | Storbritannien                     |            | Frankrike                          |         | Belgien                                                    |         |
| Häcklöpning 65 meter            | Ivy Lowman Storbritannien          | 11,3 sek   | Hermance Maes                      |         | Thérèse Brulé Frankrike                                    |         |
| Höjdhopp                        | Ivy Lowman Storbritannien          | 1,47 m     | Elise van Truyen Belgien           | 1,44 m  | Sophie Eliott-Lynn Storbritannien                          | 1,40 m  |
| Längdhopp                       | Sylvia Stone Storbritannien        | 4,85 m     | Marie Mejzlíková I Tjeckoslovakien | 4,71 m  | Elise van Truyen Belgien                                   | 4,61 m  |
| Spjutkastning två-hands*        | Louise Groslimond Schweiz          | 44,94 m    | Francesca Pianzola Schweiz         | 44,88 m | Sophie Eliott-Lynn Storbritannien                          | 43,56 m |
| Kulstötning två-hands* 3,628 kg | Marie Mejzlíková I Tjeckoslovakien | 17,05 m    | Florence Hurren Storbritannien     | 16,60 m | Františka Vlachová Tjeckoslovakien                         | 16,11 m |
| Femkamp                         | Simone Chapoteau Frankrike         |            | Ivy Lowman Storbritannien          |         | Sophie Eliott-Lynn Storbritannien Elise van Truyen Belgien | delad   |

- Vid kastgrenarna spjutkastning och kulstötning kastade varje tävlande dels med höger hand och dels med vänster hand, därefter adderades respektive bästa kast till ett slutresultat.

Sophie Eliott-Lynn tävlade senare även vid Damolympiaden 1926 i Göteborg där hon slutade på en 4.e plats i spjutkastning.
Marie Janderovás resultat i uttagningarna i spjutkastning med 25,50 meter var inofficiellt världsrekord, i totalresultat slutade hon dock på en 5.e plats med 42,11 meter. världsrekordhållaren i löpning 800 meter Georgette Lenoir och Violette Morris deltog också i tävlingen dock utan att nå medaljplats.
Basketbolltävlingen vanns av Lag Frankrike efter finalseger mot Lag Storbritannien med 19-1.
En särskild minnesmedalj präglades till turneringen.

## Eftermäle
Tävlingen blev en stor framgång och ett betydande steg för damidrotten men blev den sista av 3 Monte Carlo-spelen. Friidrottstävlingarna fortsatte dock därefter under beteckningen Damolympiaden där första tävling hade hållits redan 20 augusti 1922 i Paris. 1924 hölls även en särskild damtävling i London.